# جراد الشجيرة الشرق إفريقي
جراد الشجيرة الشرق أفريقي (الاسم العلمي Phymateus aegrotus)، حشرة من الجراد وفصيلة الجنادب المبرقشة.

## التوزيع
هذا النوع موجود في أفريقيا، شمال شرق أفريقيا الاستوائية، الصومال
.